# Climat du département du Jura

Panorama dans le Jura en hiver.

Le climat du département du Jura est un climat de type semi-continental à influence montagnarde, du fait de la présence du massif jurassien, dont la rudesse est inhabituelle pour une région d'altitude moyenne en Europe occidentale.

## Unités climatologiques
Le département du Jura est subdivisé en deux principales unités climatologiques, qui est à mettre en relation avec le clivage géographique du département entre la zone de plaine et la zone de montagne.

### Plaine
La zone de plaine recouvre la Bresse et le Pays Dolois, situés dans le tiers nord-ouest du département. Cette zone est caractérisée par un climat semi-continental d'abri que l'on rencontre dans les zones d'effondrement comme l'Alsace ou la Limagne. Cependant, moins protégé des vents d'ouest que les autres bassins d'effondrement, le climat de la zone de plaine jurassienne, qualifié de « séquano-rhodanien », subit une légère influence océanique et se caractérise par plus d'humidité et une rudesse moindre que le climat des autres bassins ; il rencontre cependant une amplitude thermique plus élevée. Le caractère semi-continental du climat se fait surtout ressentir dans le finage, plus sec que le reste de la région.

### Montagne
La zone de montagne regroupe la partie du département située dans le massif du Jura (plateaux et Haut-Jura). Elle subit un climat de type montagnard humide qui s'accentue avec l'altitude.

## Météorologie

### Ensoleillement
L’ensoleillement moyen du département du Jura est supérieur à la plupart des autres départements de la moitié nord de la France ; à Lons-le-Saunier, il est estimé à 1 900 heures par an. Il existe un fort contraste de l’ensoleillement entre la plaine et la montagne durant la période hivernale. Si la montagne bénéficie d’un bon ensoleillement, la plaine subit jusqu’à deux fois moins d'ensoleillement que cette dernière en raison des brouillards d’inversion qui apparaissent durant les périodes anticycloniques. À l’inverse, durant la période avril-septembre, la plaine connaît un ensoleillement comparable à celui de la région lyonnaise, alors que la montagne subit un malus d’ensoleillement par la présence de nuages générateurs d’orages.

### Précipitations

#### Neige et gel
La nivosité du département du Jura est caractérisée par une grande irrégularité inter-annuelle qui peut être expliquée par la modestie des altitudes. La neige apparaît en plaine de manière uniquement sporadique et brève (pas plus de 15 jours dans la région doloise) et le manteau neigeux dépasse rarement les 15 cm d'épaisseur. À partir du Revermont, la présence de la neige devient plus importante, mais le manteau fond au moindre redoux sur les plateaux. Dans le Haut-Jura, les chutes de neige sont très importantes et s'étalent sur une période allant d'octobre à mai ; dans les endroits les plus froids des hautes chaînes, l'enneigement peut localement persister jusqu'au mois de mai. Certains vals abrités peuvent connaître des périodes de gel durant l'été.

#### Pluie et orages
Sur un plan global, le département du Jura est le département le plus arrosé de France. Les écarts de pluviosité entre les différentes régions du département sont très importants, mais cette dernière augmente progressivement avec l'altitude. Ainsi, la zone de plaine est la moins arrosée avec une pluviométrie totalisant entre 700 et 1 000 mm par an ; sur le Revermont, à la bordure occidentale du massif jurassien, la pluviométrie varie entre 1 100 et 1 200 mm par an ; la zone des plateaux et de la Petite Montagne subit entre 1 300 et 1 600 mm de pluies annuelles ; enfin le Haut-Jura subit entre 1 600 et plus de 2 000 mm de pluies par an,.
Les orages sont surtout fréquents pendant la période estivale entre mai et octobre. Les orages de montagne se forment lorsque l'échauffement rapide du sol entraîne d'importants phénomènes convectifs, formant ainsi des cumulo-nimbus qui provoquent des orages sur le relief durant l'après-midi et qui peuvent parfois déborder sur le Revermont, mais ne concernent jamais la plaine. Cette dernière subit généralement plutôt des orages frontaux qui se forment lors du passage d'une large dépression sur la France, créant une bande orageuse qui s'étire des Pyrénées jusqu'à l'Alsace. Plus rarement, des orages se formant sur le mâconnais peuvent concerner la plaine jurassienne. Il y a en moyenne 40 jours d'orages par an en montagne et entre 25 et 30 jours d'orages par an en plaine.

### Températures
La variation de la température dépend de l'altitude, mais également de la nature des terrains. Ainsi, la plaine de la Bresse conserve une fraîcheur relative, car elle est composée de sols argileux très longs à chauffer, tandis que le Revermont, constitué de calcaires, bien exposé et à l'abri des vents froids, connaît un climat plus doux.
En montagne, l'hiver se caractérise par des températures froides, souvent négatives ; ce froid, inhabituel par rapport à la modestie de l'altitude, est dû à un enneigement important et une situation faiblement venteuse qui permettent un refroidissement intense des basses couches atmosphériques. L'été se caractérise par une arrivée tardive de la saison et par sa brièveté.
Le froid de l'hiver est plus modéré et plus bref en plaine qu'en montagne, mais le climat d'abri du fossé bressan permet l'apparition de brouillards de rayonnement qui peuvent parfois être givrants, ce qui entraîne une faible augmentation de la température durant la journée. La période hivernale se termine généralement en plaine vers la seconde moitié du mois de mars. La période estivale se caractérise par des températures élevées qui dépassent fréquemment sous abri les 30 °C. En conséquence, l'amplitude thermique en plaine atteint entre 18 et 20 °C.

### Vents
Le Jura est très peu venté, on y décompte en moyenne une vingtaine de jours ventés, c'est-à-dire des jours où les rafales sont supérieures à 57 km/h. Les cyclones extratropicaux provenant de l'Atlantique traversent le département de façon très atténuée par rapport à leur puissance sur les côtes, des exceptions peuvent cependant arriver comme les tempêtes de fin décembre 1999. Le Jura est soumis à deux principaux types de vents : la bise, le vent dominant, et le vent de secteur sud (plus généralement nommé « Vent »).
Principalement de secteur nord ou nord-est, la bise est un vent continental sec et froid (voire glacial en hiver) soufflant à n'importe quelle saison, de manière globalement modérée, en dehors des vals et des combes orientés dans un axe NE-SO où elle est plus puissante. On distingue deux types de bises : la bise blanche qui est la bise dominante, associée aux anticyclones froids et ensoleillés, et la bise noire, plus rare, qui est associée aux dépressions méditerranéennes ou nord italiennes amenant des chutes de neige. Du fait de son pouvoir desséchant, la bise estivale possède la propriété de craqueler les sols des plaines et de les rendre rapidement poussiéreux.
Le vent de secteur sud est généralement associé aux dépressions atlantiques qui amènent de l'air méridional chaud sur le front occidental du département. Ce vent remonte le couloir nord rhodanien et peut souffler en rafale jusqu'à plus de 70 km/h ; il concerne principalement la zone de plaine. Un autre type de vent, le traverse, concerne uniquement la partie montagneuse ; il s'agit du vent apportant les pluies océaniques.

## Stations météorologiques
Météo-France dispose de 36 stations météorologiques à travers le département, six sont de type 2 (station automatique en temps réel) et trente sont de type 4 (station manuelle).